# بول بيوتروفسكي
بول بيوتروفسكي (بالبولندية: Paweł Piotrowski)‏ هو منافس ألعاب قوى بولندي، ولد في 24 سبتمبر 1985.